# 주리구
주리구(한국어: 구리구, 중국어: 九里区, 병음: Jiǔlǐ Qū)는 중화인민공화국 장쑤성 쉬저우시에 있었던 현급 행정 구역이다. 넓이는 98km2이고, 인구는 2007년 기준으로 230,000명이다. 

## 행정 구역
13개 가도를 관할했다.
- 가도: 庞庄街道, 利国街道, 桃园街道, 三河尖街道, 垞城街道, 义安街道, 张集街道, 电厂街道, 张双楼街道, 九里街道, 拾屯街道, 苏山街道, 火花街道.

2010년 9월 폐지되었다.